# Günther Dockerill
Günther Dockerill (* 14. September 1924 in Hamburg; † 3. September 1988 in Kiel) war ein deutscher Schauspieler, Hörspiel- und Synchronsprecher.

## Leben
Bekannt wurde Dockerill u. a. als Erzähler in den Folgen 1 bis 56 der Hörspielserie Ein Fall für TKKG. Vorwiegend war er seit den 1950er Jahren aber bei den öffentlich-rechtlichen Rundfunksendern, vorwiegend beim NWDR Hamburg und dessen Rechtsnachfolger dem NDR als Hörspielsprecher tätig. Dabei war er meistens in Haupt- oder größeren Nebenrollen der unterschiedlichsten Genres zu hören. Darunter auch in einigen niederdeutschen Mundart-Hörspielen, wie mit Heinz Klevenow, Erich Schellow und Maria Janke in Das Obergrunder Paradiesspiel (1951) oder 1957 in Albert Mähls Funkerzählung  Julia un de Renaissance an der Seite von Hartwig Sievers, Otto Lüthje und Uwe Friedrichsen.
Im Spielfilm Ist das Leben nicht schön? synchronisierte er James Stewart.
Günther Dockerill starb am 3. September 1988 an einer Krebserkrankung und wurde auf dem Friedhof Ohlsdorf beigesetzt. Die Grabstätte wurde bereits aufgelassen.

## Filmografie
- 1960: Die Stunde der Antigone (Fernsehfilm)
- 1964: Hafenpolizei – Gefährliche Geschenke (Fernsehserie)
- 1966: Weihe des Hauses (Fernsehfilm)
- 1966: Die Rechnung – eiskalt serviert
- 1967: Die fünfte Kolonne – Ein Anruf aus der Zone (Fernsehserie)
- 1970: Die Hand im Mund (Fernsehfilm)
- 1970: Der Portland-Ring (Fernsehfilm)
- 1971–1982: Tatort (Fernsehreihe)
  - 1971: Der Boss
  - 1971: Der Richter in Weiss
  - 1975: Mordgedanken
  - 1982: Trimmel und Isolde
- 1976: Menschenfresser (Fernsehfilm)
- 1979: St. Pauli-Landungsbrücken (Fernsehserie)
- 1982: Sonderdezernat K1 – Mord um zwei Ecken (Fernsehserie)
- 1983: Selbst ist die Frau (Fernsehfilm)
- 1984: Helga und die Nordlichter (Fernsehserie, 7 Folgen)
- 1985: Schwarz-Rot-Gold – Nicht schießen! (Fernsehserie)
- 1989: Die Männer vom K3 – Der Mann im Dunkeln (Fernsehserie)

## Hörspiele
- 1950: Thora und Galuth: Zerstörung Jerusalems (Eine Geschichte des jüdischen Volkes) – Regie: Heinrich Ockel
- 1950: Das vergessene Wort – Regie: Otto Kurth
- 1950: Einer zahlt seine Schuld – Regie: Fritz Schröder-Jahn
- 1951: Geronimo und die Räuber – Regie: Fritz Schröder-Jahn
- 1951: Dat Redentiner Osterspill – Regie: Hans Freundt
- 1951: Interview mit einem Stern – Regie: Fritz Schröder-Jahn
- 1951: Aucassin und Nicolette – Regie: Hans Lietzau
- 1951: Das Obergrunder Paradiesspiel – Regie: Detlof Krüger
- 1951: Andrée und das große Schweigen – Regie: Fritz Schröder-Jahn
- 1951: Europa – Traum oder Wirklichkeit – Regie: Fritz Schröder-Jahn
- 1951: Bidon Zinc – Regie: Hans Rosenhauer
- 1951: Beruf und Berufung – Regie: Hans Rosenhauer
- 1951: Der Einzelgänger – Regie: Fritz Schröder-Jahn
- 1952: Gift – Regie: Fritz Schröder-Jahn
- 1952: Die große Masche – Regie: Fritz Schröder-Jahn
- 1952: Herz der Welt (nach dem gleichnamigen Filmdrehbuch) – Regie: Harald Braun
- 1952: Hinter sieben Fenstern brennt noch Licht – Regie: Fritz Schröder-Jahn
- 1952: Es war kein Traum (Dokumentarhörspiel) – Regie: Fritz Schröder-Jahn
- 1952: Aus dem Leben eines Arztes. Der Chirurg Ferdinand Sauerbruch erzählt – Regie: Fritz Schröder-Jahn
- 1952: Das große Uhrwerk – Allnächtliches Abenteuer auf einem Verschiebe-Bahnhof – Regie: Fritz Schröder-Jahn
- 1952: Klasse 2b – zehn Jahre später – Regie: Fritz Schröder-Jahn
- 1952: Die Gäste des Herrn Birowski – Regie: Gustav Burmester
- 1952: Das Gericht zieht sich zur Beratung zurück (Folge: Der Orgeldieb) – Regie: Gerd Fricke
- 1952: Ein Paß für Madeleine – Regie: Gerlach Fiedler
- 1952: Kasan liegt an der Strecke nach Sibirien – Regie: Fritz Schröder-Jahn
- 1953: Die vertraulichen Aufzeichnungen und Bekenntnisse eines gerechtfertigten Sünders – Regie: Otto Kurth
- 1953: Die vergessene Frage – Regie: Fritz Schröder-Jahn
- 1953: Sonntagsschule für Negerkinder (Die grünen Weiden) – Regie: Fritz Schröder-Jahn
- 1953: Mißtrauen – eingeschrieben – Regie: Hans Rosenhauer
- 1953: Der Terminkalender – Regie: Fritz Schröder-Jahn
- 1953: Die Grasharfe – Regie: Fritz Schröder-Jahn
- 1953: Der glaubwürdige Lügner – Regie: Fritz Schröder-Jahn
- 1954: Das Jahr Lazertis – Regie: Fritz Schröder-Jahn
- 1954: Hexenjagd – Regie: Fritz Schröder-Jahn
- 1954: Das Protokoll des Pilatus – Regie: Walter Knaus
- 1954: Judas Ischariot – Regie: Günter Siebert
- 1954: Des weißen Mannes Bürde – Regie: Hans Rosenhauer
- 1954: Der Sonderzug – Regie: Kurt Reiss
- 1954: Der Fischer, der Dämon und der versteinerte Prinz – Regie: Hans Rosenhauer
- 1954: Lindbergh-Flug – Regie: Ernst Drolinvaux
- 1954:	Die Geschichte von Hasan, dem Seiler – Regie: Hans Rosenhauer
- 1954: Das Ende der Teufelsinsel – Regie: Fritz Wendhausen
- 1955: Lenz – Regie: Friedrich-Carl Kobbe
- 1955: Merlin ist überall – Regie: Helmut Brennicke
- 1955: Thekla – Bearbeitung und Regie: Friedrich-Carl Kobbe
- 1955: Die Wahrheit auf Erden – Regie: Fritz Schröder-Jahn
- 1956: Das wissen die Götter – Regie: Hanns Korngiebel
- 1957: Omar und Omar – Regie: Hans Rosenhauer
- 1957: Sechstausend Tage nach Mitternacht – Regie: Klaus Stieringer
- 1957: Die Iden des März – Regie: Gert Westphal
- 1957: Julia un de Renaissance – Regie: Hans Tügel
- 1957: Die Golfstrom-Story – Regie: Kurt Reiss
- 1957: Der Ring des Kalifen (Omar und Omar) – Regie: Hans Rosenhauer
- 1957: Die Dicken und die Dünnen – Regie: Hans Rosenhauer
- 1957: Blut will leben – Regie: Roland H. Wiegenstein
- 1959: Große Fahrt und falsches Spiel – Regie: Otto Kurth
- 1959: Luzifer – Bearbeitung und Regie: Friedhelm Ortmann
- 1959: Spionage (7. Teil: Bock zum Gärtner) – Regie: S. O. Wagner
- 1959: Die Brüder – Regie: Oswald Döpke
- 1959: Stolz und Vorurteil – Regie Ulrich Lauterbach
- 1959: Die Spielbank oder Das Experiment mit dem Zufall – Regie: Wolfgang Schwade
- 1960: Partner von morgen – Regie: Hans Rosenhauer
- 1960: Dr. Hermann Griepe – Arzt und Geburtshelfer – Regie: Heinrich Koch
- 1960: Die Versuchung des Paul Cézanne – Regie: Fritz Schröder-Jahn
- 1961: Zeit der Schuldigen – Regie: Fritz Schröder-Jahn
- 1961: Der Bambus-Sammler – Regie: Edward Rothe
- 1961: Totentanz – Regie: Martin Walser
- 1962: Der eingeschriebene Traum – Regie: Joachim Hoene
- 1962: Vor dem Wort – Regie: Cläre Schimmel
- 1962: Ein ausgebrannter Fall – Regie: Oswald Döpke
- 1963: Clausura oder Die Stimme der Frommen – Gespräch mit Nonnen eines italienischen Klosters – Regie: Wolfgang Schwade
- 1963: Die Mädchen aus Hiroshima – Regie: Oswald Döpke
- 1964: Der Apfel und das Protokoll – Regie: Horst Loebe
- 1964: Statistik – Regie: Hans Rosenhauer
- 1964: Bock als Gärtner (aus der Reihe: Die Jagd nach dem Täter) – Regie: S. O. Wagner
- 1965: Die Schulfreunde oder: Das Wiedersehen – Regie: Günter Bommert
- 1966: Ergänzungsbericht – Regie: Fritz Schröder-Jahn
- 1968: Va banque – Regie: Armas Sten Fühler
- 1970: Kein Kündigungsgrund – Regie: Wolfgang Schenck
- 1971: Das Attentat auf das Pferd des Brasilianers Joao Candia Bertoza – Regie:  Fritz Schröder-Jahn
- 1973: Finderlohn – Regie: Günter Bommert
- 1973: Das Glück dieser Erde – Regie: Heinz Hostnig
- 1973: Hilda – Regie: Peter Michel Ladiges
- 1973: Negative – Regie: Fritz Schröder-Jahn
- 1974: Mit der Zeit ein Feuer – Regie: Jörg Jannings
- 1974: Zeit und Raum verschwinden mit den Dingen (3. Teil) – Regie: Michael Krüger
- 1975: Gargantua und Pantagruel (3 Teile) – Regie: Heinz Hostnig
- 1978: Die Verbände distanzieren sich – Regie: Hans Bernd Müller
- 1980: Das Buddelkastenschiff – Regie: Otto Düben
- 1980: Das Indiz – Regie: Gottfried von Einem
- 1983: Wir entdecken Komponisten: Johann Sebastian Bach – Regie: Dorothée Kreusch-Jacob
- 1983: Es ist wunderbar, daß niemand an Böhmen denkt (Luthers Aufenthalt auf der Wartburg vom 4. Mai 1521–28. Februar 1522) – Regie: Ursula Langrock
- 1984: Blutiger Wind – Regie: Marianne Therstappen
- 1984: Hoffnung, dieser fade Hering – Regie: Heinz Hostnig
- 1984: Requiem für einen spanischen Landmann – Regie: Bernd Lau
- 1985: Nach Otjikunino – Regie: Norbert Schaeffer
- 1987: Aus dem Augenleidenbuch: Eine Mystifikation – Regie: Hans Gerd Krogmann
- 1988: Die vorletzten Dinge – Regie: Otto Düben

## Tondokumente
- Ludwig Tieck: Das alte Buch. Gelesen von G. D.; Produktion Norddeutscher Rundfunk, 1973, 1 CD, 80 Min, mit Booklet; OCLC 254195791. Der Audio Verlag, 2007. Bibliotheca Anna Amalia, Die Hörbuch-Edition, 12